# 志津村 (千葉県)
志津村（しづむら）は、千葉県印旛郡に存在した村。現在の佐倉市の北西部に位置している。

## 沿革
- 1889年（明治22年）4月1日 - 町村制施行に伴い、上志津村、下志津村、井野村、井野町、先崎村、上座村、小竹村、青菅村が合併して発足。
- 1954年（昭和29年）3月31日 - 印旛郡佐倉町、臼井町、根郷村、和田村、弥富村と合併して佐倉市になり、消滅する。

## 交通

### 鉄道
- 京成電鉄
  - 京成本線：志津駅